# Itchy & Scratchy Comics
Itchy & Scratchy Comics is een kortlopende stripserie gebaseerd op de fictieve animatieserie The Itchy & Scratchy Show uit de “echte” animatieserie The Simpsons.
De stripreeks verscheen van 1993 t/m 1994 en werd gepubliceerd door Bongo Comics.

## Publicatielijst

### Itchy & Scratchy
- (3 delen)

Er bestaan drie verschillende versies van Itchy & Scratchy #1. Een versie bevatte een grote poster die kon worden gecombineerd met andere posters uit Radioactive Man Comics #1, Simpsons Comics #1 en Bartman Comics #1 om zo een enorme poster te vormen. Een tweede versie had een streepjescode op de cover en geen poster. De derde versie, een herdruk van de strip, had in plaats van de streepjescode een afbeelding van een deel van Bart Simpsons hoofd op de voorkant.
In 1993 was er een bijeenkomst in Golden Apple Comics in Los Angeles, waar leden van de Bongo Comics group 500 exemplaren van Itchy & Scratchy #1 signeerden.

### Itchy & Scratchy Holiday Hi-Jinx
- (1 deel)

Van deze Itchy & Scratchy strip bestaan twee verschillende versies. Het verschil was dat bij een wel een streepjescode op de voorkant stond, en bij de andere niet. Ook de prijst verschilde onderling

### Simpsons Comics Flip Side Covers
- (2 delen)

Op de omslag van een paar Simpsons Comics stonden mini Itchy & Scratchy strips. Deze verhalen waren:
- Heinous Funnies (Simpsons Comics #15)
- Itchy & Scratchy #0 (Simpsons Comics #25)